# مجلس التعليم العام
كان مجلس التعليم العام عملاً خيريًا يتم استخدامه بالدرجة الأولى لدعم التعليم العالي وكليات الطب في الولايات المتحدة ومساعدة مدارس البيض والسود الريفية في جنوب الولايات المتحدة، بالإضافة إلى تحديث الممارسات الزراعية في الجنوب. ولقد ساعد في القضاء على الدودة الشصية وأنشأ نظام وكيل المقاطعة في الزراعة الأمريكية، رابطًا بذلك البحث باعتباره محطات للتجارب الزراعية تابعة للدولة.
كما أنشأ المجلس كلٌ من جون دافيسون روكفلر وفريدريك تايلور غيتس عام 1902. وقد قدم روكفلر 180 مليون دولار. وقد وضع رئيس المجلس فريدريك غيتس تصورًا «لمدرسة الغد الريفية،» والتي فيها يتعلم «الصغار والكبار بطرق عملية كيفية جعل الحياة الريفية جميلة وبراقة ومثمرة ومنعشة وصحية وممتعة.» وبحلول عام 1934 كان المجلس يقدم منحًا بلغت 5.5 مليون دولار. فقد أنفق المجلس تقريبًا جميع ما لديه من مالٍ بحلول عام 1950 وأُغلق عام 1964.

## معلومات تاريخية
تأسس المجلس في مدينة نيويورك في فبراير عام 1902 وقام الكونغرس الأمريكي باستئجاره في يوم 12 يناير عام 1903، وقد كان ما به من أغراض دعمًا للتعليم في جميع أنحاء الولايات المتحدة دون تمييز على أساس العرق أو الجنس أو العقيدة. بجانب الهدايا المقدمة من عدة جهات خيرية، تلقى المجلس، عندما كان مستأجرًا، عطية خاصة بلغت 1000000 دولار من جون روكفلر لمزاولة العمل في جنوب الولايات المتحدة. وبناءً على توفير دلائل أن هذا العمل سيتم إنجازه فعليًا، قدم جون هبةً إضافية في 30 يونيو عام 1905 قدرها 10000000 دولار، ومبلغًا آخر في عام 1907 بلغ 32000000 دولار.
وفي نهاية المطاف وهب روكفلر المجلس 180 مليون دولار، تم استخدامها بشكل أساسي في دعم التعليم العالي وكليات الطب في الولايات المتحدة وتحسين الممارسات الزراعية في الجنوب. ولقد ساعد في القضاء على الدودة الشصيةوأنشأ نظام وكيل المقاطعة في الزراعة الأمريكية، رابطًا بذلك البحث في محطات التجارب الزراعية التابعة للدولة بالممارسات الفعلية في الحقول. وبحلول عام 1934 كان المجلس يقدم منحًا بلغت قيمتها 5.5 مليون دولار. ولقد أنفق المجلس تقريبًا جميع ما به من أموال بحلول عام 1950 وتوقف عن العمل ككيان مستقل في عام 1960، عندما تم إدراج برامجه في مؤسسة روكفيلر.

## البرامج
كان للمجلس أربعة برامج أساسية:
1. تعزيز الممارسات الزراعية في الولايات الجنوبية. من خلال وزارة الزراعة قدم المجلس اعتمادات في الفترة بين عامي 1912 و1913 بلغت 659700 دولار أنشأ بها مزارع استرشادية تحت إشراف الدكتور سيمان أصال ناب (Dr. Seaman A. Knapp). كما ضم المجلس ما يقرب من 236 موظفًا يعملون في الإشراف على تلك المزارع. وفي عام 1906 أسهم مجلس التعليم العام بـمبلغ قدره 405700 دولار. وبجانب المزارع الاسترشادية، كان المجلس يقدم مدربين لتعليم المزارعين. كما كان لعمل المجلس أثرًا بالغًا في التعليم العملي للزراعة في مدارس جنوب الولايات المتحدة.
2. إنشاء المدارس الثانوية العامة في الولايات الجنوبية. لهذا الغرض خصص المجلس للجامعات وأقسام التعليم في جنوب الولايات المتحدة مبالغًا يدفعها لسد مرتبات ممثلي المدارس الثانوية لكي يسافروا في أرجاء ولاياتهم لتحفيز الرأي العام لصالح المدارس الثانوية. ونتيجة لهذا العمل، تم إنشاء 912 مدرسة ثانوية في 11 ولاية من ولايات الجنوب بحلول عام 1914.
3. تعزيز مؤسسات التعليم العالي. بحلول عام 1914 قدم المجلس اعتمادات مشروطة على مبلغ 8817500 دولار كمنح من إجمالي تقريبي بلغ 41020500 دولار. وقد تم إنفاق هذا المال في جميع أنحاء الولايات المتحدة.
4. مدارس للزنوج. بحلول عام 1914، قدم المجلس تبرعات، بلغت 620105 دولار، إلى مدارس الزنوج، ولاسيما لتلك المدارس المهتمة بتدريب المعلمين. آنا توماس جينز تبرعت بمبلغ 1000000 دولار لنفس الغرض.
كما كان لعمل مجلس التعليم العام جانبًا اجتماعيًا كذلك. فقد تم تشجيع “الذرة” وأندية تعليمية لدراسة إدارة المنزل والدواجن والحفاظ على الفواكه وغيرها من المواضيع ذات الصلة المباشرة بالحياة الزراعية، بطرق متنوعة، ولا سيما فيما يتعلق بأندية الفتيات. ونظمت أندية أخرى ذات طابع اجتماعي بحت لتعزيز الحياة الاجتماعية بصورة أكبر في المجتمعات الزراعية.
وربما كانت التحقيقات التي سبقت هبات المجلس ذات أهمية كبيرة لتطوير التعليم في الولايات المتحدة كأهمية الهبات نفسها. ويتكون المجلس من 17 عضوًا ومقرات في مدينة نيويورك. في عام 1920 كان الرئيس هو دبليو بوترك (W. Buttrick) والأمين إيه. فليكسنر (A. Flexner).

## الفلسفة
«في أحلامنا يكون لدينا موارد لا حدود لها والناس يحققون لأنفسهم سلاسة مثالية لأيدينا التي تشكل الأشياء. اتفاقيات التعليم الحالية تتلاشى من عقولهم، وبدون أن تقيدنا التقاليد، نقوم بتوجيه إرادتنا الحسنة استنادًا إلى شعب ريفي متجاوب وشاكر للجميل فإننا لن نحاول جعل هؤلاء الناس أو أي من أبنائهم فلاسفة، أو علماء، أو تربويين. ولا ينبغي علينا أن نجعل من بينهم مؤلفين، أو محررين، أو شعراء، أو أدباء. لن نبحث عن فنانين عظماء، أو رسامين، أو موسيقيين، ولا محامين، أو أطباء، أو وعاظ، أو سياسيين، أو رجال دولة، ممن يزخر بلدنا بالكثير منهم. ولكن مهمتنا التي اتخذناها على عاتقنا مهمة بسيطة جدًا وجميلة جدًا أيضًا، وهي تدريب هؤلاء الأشخاص لتحقيق حياة مثالية حيث يعيشون. لذلك سنعمل على تنظيم أبنائنا وتعليمهم كيفية القيام بالأمور التي يقوم بها آباؤهم وأمهاتهم بطريقة مثالية في البيوت والمتاجر والمزارع.» - General مجلس التعليم وريقات عرضية رقم 1 (مجلس التعليم العام نيويورك 1913) ص 6.

## النقد
«كان غرض المؤسسة (مجلس التعليم العام) استخدام القوة المالية، ليس لرفع مستوى التعليم في أمريكا، كما اعتقدنا بشكل كبير آنذاك، ولكن للتأثير على اتجاه التعليم... فقد كان الهدف هو استخدام الفصول الدراسية لتعليم المواقف التي تحث الأشخاص أن يكونوا سلبيين وخانعين لحكامهم. فقد كان الهدف هو إيجاد مواطنين من المتعلمين بقدر يكفي للعمل الإنتاجي تحت الإشراف ولكن لا يؤهلهم لمساءلة السلطة أو السعي لتحسين أوضاعهم. فقد كان التعليم الحقيقي مقتصرًا على أبناء وبنات النخبة فقط. وبالنسبة للبقية، فمن الأفضل لهم أن يتمتع العمال ذوو المهارات الإنتاجية ممن لا يوجد لديهم طموحات غير التمتع بحياتهم.» -جي إدوارد غيفين في مخلوق من جزيرة جيكل

## كتابات أخرى
- Fosdick, Raymond Blaine, Adventures in Giving: The Story of the General Education Board, (1962).
- Harr, John Ensor, and Peter J. Johnson. The Rockefeller Century: Three Generations of America's Greatest Family, (1988).
- General Education Board, The General Education Board: An Account of Its Activities, 1902-1914. ((1915))

## وصلات خارجية
- Activities in Tennessee "General+Education+Board"&hl=en&gl=us&ct=clnk&cd=8
- Activities in 1939 1939: General Education Board - Archive Article - MSN Encarta ( نسخة محفوظة 20 سبتمبر 2009 على موقع واي باك مشين. 2009-10-31)
- General Education Board Archives
- http://www.thememoryhole.org/edu/school-mission.htm